# Großsteingräber bei Maßlow
Die Großsteingräber bei Maßlow waren mehrere megalithische Grabanlagen unbekannter Zahl der jungsteinzeitlichen Trichterbecherkultur bei Maßlow, einem Ortsteil von Lübow im Landkreis Nordwestmecklenburg (Mecklenburg-Vorpommern). Zwei Gräber wurden um 1850 zerstört und dabei untersucht. Die dabei gemachten Funde befinden sich heute in der Sammlung des Archäologischen Landesmuseums Mecklenburg-Vorpommern in Schwerin. Die restlichen Gräber wurden im weiteren Verlauf des 19. Jahrhunderts zerstört.

## Lage
Georg Christian Friedrich Lisch berichtete von vielen Hünengräbern auf der Feldmark Maßlow. Nur für die zwei untersuchten gab er eine ungefähre Lagebeschreibung. Hiernach befand sich Grab 1 etwa 140 Schritt (ca. 100 m) von einem Moor und 10 Schritt (ca. 7,5 m) vom Weg entfernt. Grab 2 lag gleich in der Nähe.

## Beschreibung

### Grab 1

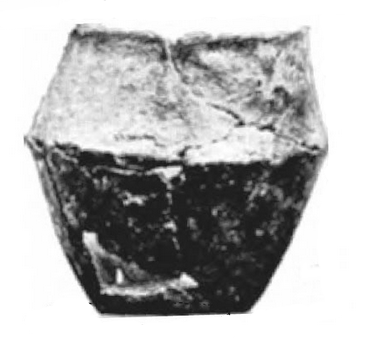
Doppelkonisches Gefäß aus Grab 1

Grab 1 besaß eine ovale Hügelschüttung mit einer Länge von 40 Fuß (ca. 12 m), einer Breite von 20 Fuß (ca. 6 m) und einer Höhe von 1 Fuß (ca. 0,3 m). Zur Ausrichtung liegen keine Angaben vor. Die Grabkammer bestand aus mehreren verschobenen Wandsteinen und vier ins Kammerinnere gestürzten Decksteinen. Vermutlich handelte es sich um einen Großdolmen. Von den Decksteinen war der erste 7 Fuß (ca. 2,1 m) lang, der zweite 8 Fuß (ca. 2,4 m) lang und breit, der dritte 8,5 Fuß (ca. 2,6 m) lang und 5 Fuß (ca. 1,5 m) breit und der vierte 7 Fuß (ca. 2,1 m) lang und 3,5 Fuß (ca. 1,1 m) breit. An einer Schmalseite lag ein zerbrochener Stein von 7 Fuß (ca. 2,1 m) Länge.
Aus dem Grab wurden ein unverziertes doppelkonisches Keramikgefäß mit einer Höhe von 14,1 cm und ein Beil vom Typ Store Valby aus weißlich-hellgrauem Feuerstein mit einer Länge von 13,5 cm geborgen.

### Grab 2
Grab 2 besaß eine ovale Hügelschüttung mit einer Länge von 50 Fuß (ca. 15 m) und einer Breite von 30 Fuß (ca. 9 m). Auch hier liegen keine Angaben zur Ausrichtung vor. Das Grab besaß eine steinerne Umfassung. Die Kammer besaß mehrere eingesunkene Decksteine. Der größte Deckstein lag noch in der Mitte der Kammer auf vier Wandsteinen auf. Er hatte eine Länge von 13 Fuß (ca. 3,9 m) und eine Breite von 4 Fuß (ca. 1,2 m). Der genaue Grabtyp lässt sich anhand dieser Beschreibung nicht sicher bestimmen.

### Weitere Gräber

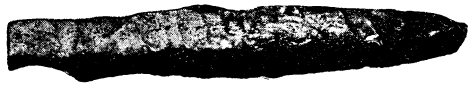
Schmalmeißel, wahrscheinlich aus einem Großsteingrab bei Maßlow

Über die restlichen Gräber schrieb Lisch nur sehr allgemein von „viele[n] Hünengräber, von denen mehrere mit sehr großen Granitblöcken umstellt und bedeckt sind.“ Aussagen über die Grabtypen sind anhand dieser Beschreibung nicht möglich.
Möglicherweise stammt aus einem der Gräber ein Schmalmeißel aus Feuerstein, der sich in der Schweriner Sammlung befindet.